# Krabbenetende mangoeste
De Krabbenetende mangoeste (Urva urva) is een roofdier uit de familie van mangoesten (Herpestidae). Ze leven in het zuiden en zuidoosten van Azië. Ze hebben een lengte van 45-50 cm, met een staart van 25-30 cm. Ze wegen 1,8-2,3 kg. Ze hebben een grijzige kleur vacht. Van de voortplanting is weinig bekend. Ze heeft een gemiddelde levensduur van 12 jaar. Ze eten krabben, vissen, slakken, kleine zoogdieren, vogels, reptielen en insecten. Het zijn nachtdieren die veel bij water leven.